# 托拉查人
托拉查人（Toraja），是居住在印尼南蘇拉威西省山區的原生少數民族，其語言屬於南島語系馬來-玻里尼西亞語族。總人口大約110萬，其中45萬人居住於塔纳托拉查县（塔納托拉查原文Tana Toraja，意為「托拉查之地」）。現今大多數的托拉查人信仰基督教，而伊斯蘭教與傳統泛靈信仰的「道」（Aluk）依然存在。印尼政府已經將此種在地特殊的泛靈信仰認證為「祖先之道」（Aluk To Dolo）。
托拉查（Toraja）這個名稱，源自鄰近布吉人的布吉語詞彙「riaja」，意為「高地上的人」。而荷蘭殖民政府在1909年正式命名該族為「Toraja」。托拉查人以盛大的葬禮、色彩斑斕的木雕藝術聞名於世，鑿石壁作為埋葬地點和擁有巨型木製尖屋頂的「東閣南」（船形傳統家屋）也是引以為豪的民族特色。尤其是托拉查式的喪葬儀式已然形成社會活動，往往延續好幾天、幾百人觀禮，其獨特的生命觀和重視死亡近年來引起人類學、民族學者和觀光業者高度興趣。
十九世紀以前，托拉查人生活在自治的村落單位、普遍相信萬物有靈並相對與世隔絕。二十世紀前後，荷蘭傳教士將住在高地的托拉查人列為優先傳教對象、基督教開始影響當地文化；而1970年代的印尼政府更將此地定位成國家觀光業的重心，從此托拉查人成為旅遊業的發展和人類學家研究對象。一直到了1990年代，托拉查已然從傳統的農業小型聚落型態，而且一切社會生活和習俗由「祖先之道」決定，轉變為基督教大型社會。而到了今天，因為觀光業和離鄉背井從事林礦工業的家人帶來的外匯，托拉查人在印尼地位顯著提升，其民族尊嚴與自信心大增。作為殖民地歷史的熱帶栽培業遺留，其咖啡品牌在日本也廣為人知。

## 民族概況

### 民族分布與身分認同

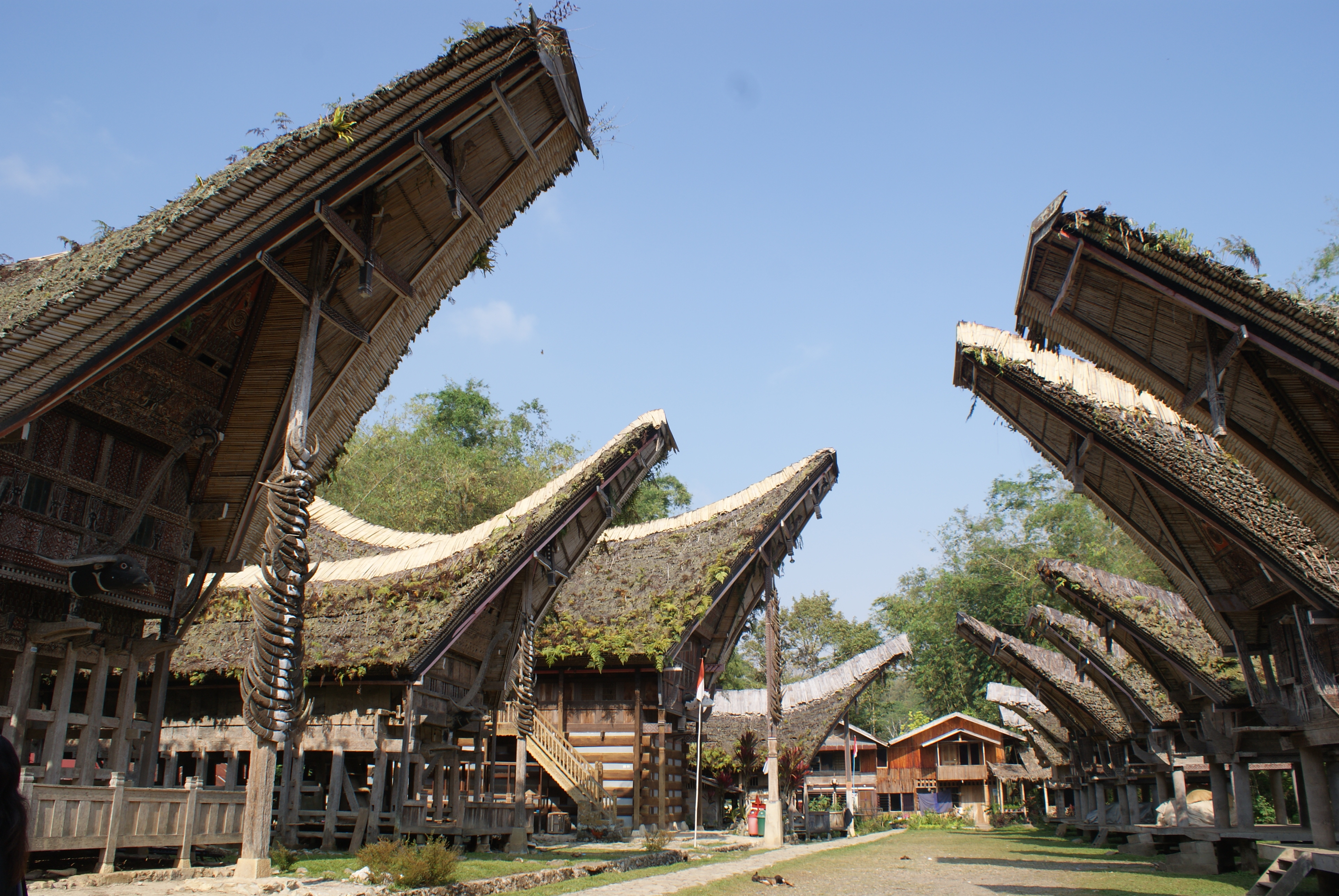
托拉查村落，同時為一個擴展家庭

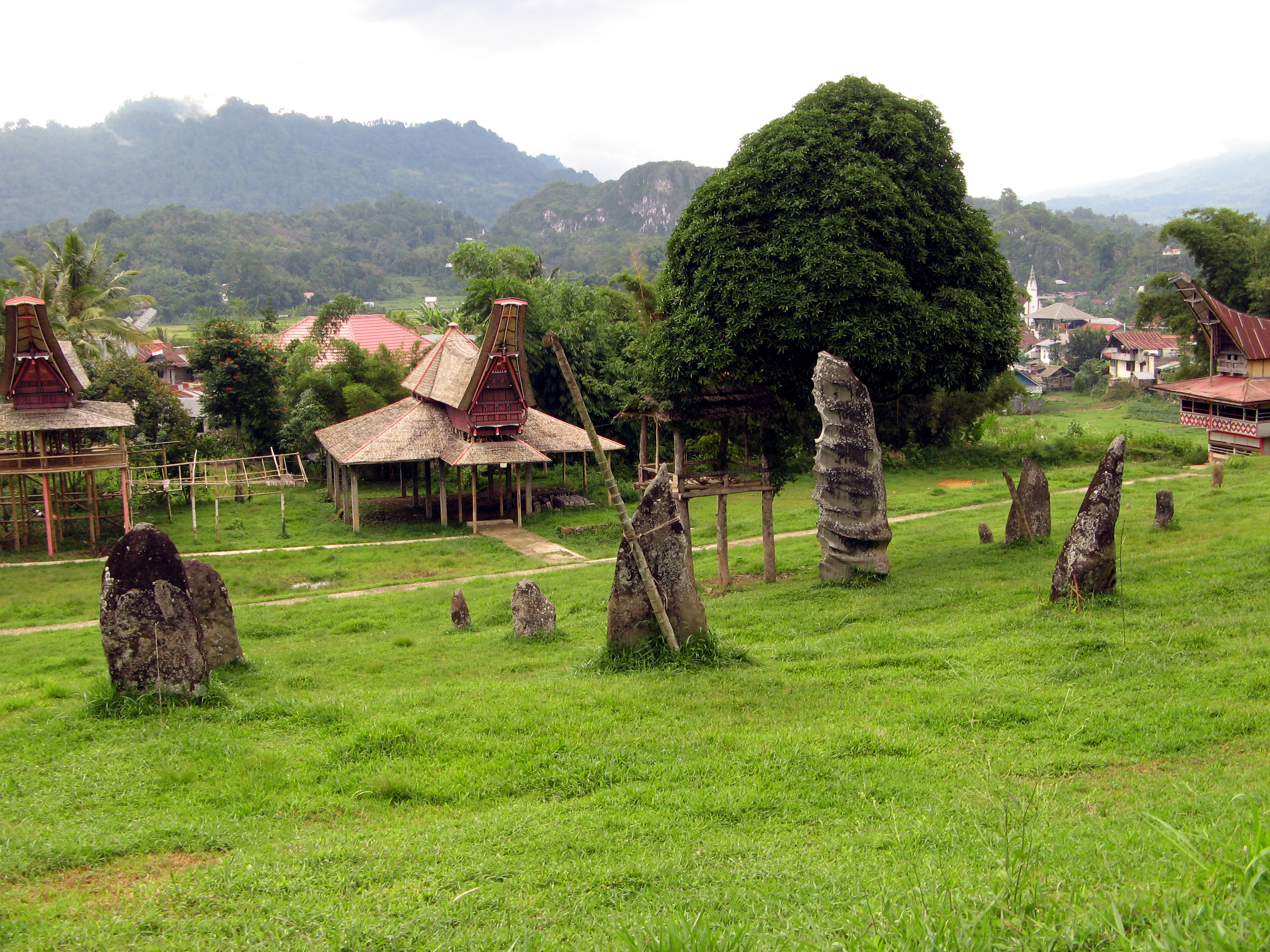
這裡每塊巨型獨石都紀念一個特定的死者，但因為這群站立的巨石既無雕刻也沒有留下符號、原本紀念的人可能很快被淡忘。背景中山腳下的建築物被豎立成歇腳亭，最初用於喪葬的慶典，最近可能被再度使用、拆卸和在附近重建、保存作為觀光之用或留下等待風化，一切取決於當地的狀況。

托拉查人主要分布於印尼蘇拉威西島西南部，近年來因國家發展政策而吸引部分年輕人外出至爪哇、蘇門答臘與婆羅洲等地從事採礦、伐木或基礎技術工業。但其實在20世紀前、荷蘭殖民與基督教文化傳入前，生活在高地的托拉查人並無明顯概念區分「民族」、以不同村落為認定異己的標準。即使複雜、近似的儀式無形中連結彼此的村落，他們在方言、社會分層以及一系列儀式的實行方式上都存在不同程度的變化。「托拉查」（Toraja）的稱呼首次出現於蘇拉威西海岸語言，其中「to」代表「人」；「riaja」代表「高地」之意，是島上低地民族用以表示這群居住在高地的人們。因此「托拉查」最初更常被外地的布吉人和望加錫人使用，而非本民族稱呼。自從荷蘭傳教士進入高地激發托拉查人的民族意識，更在印尼設立行政區劃（塔納托拉查縣）後，因觀光業發展而彼此共享托拉查這個身分、共同爭取權利。
至今南蘇拉威西省分為四大族群：布吉人（主體民族，大多從事造船業或船員）、望加錫人（低地民族，大多為貿易商或船員）、曼達瑞斯人（西蘇拉威西海岸民族，大多為貿易商與漁夫）和托拉查人（高地上的種稻者）。

### 人口
托拉查人的總人口大致為100萬人，居於主要聚居地塔納托拉查縣者約有45萬人。

### 語言
托拉查人的主要語言為托拉查語（Sa'dan Toraja）、是南蘇拉威西塔納托拉查地區的主要使用語言。雖然托拉查人方便溝通而大多使用印尼的官方語言印尼語，但所有小學依然教授托拉查語。
托拉查語的語言變體（方言）包含卡倫潘（Kalumpang）、馬馬薩（Mamasa）、塔耶（Tae'）、塔隆多（Talondo'）、托阿拉（Toala'）和托拉參-薩丹（Torajan-Sa'dan），屬於南島語系中的馬來-玻里尼西亞語族。
原本因塔納托拉查孤立的地形與自然環境，在正式設立行政劃分前的托拉查語存在更多方言變化；但荷蘭殖民政權進入當地後，語言受移民政策影響而與其他語言(印尼語、荷蘭語或鄰近民族語言等)融合、甚至直至今日移民仍是托拉查語語言變化的主因。
| 卡倫潘                 | kli | 12,000 (1991)  | 卡拉陶恩（Karataun）、馬布雷（Mablei）、曼吉（Mangki） (E'da)、波尼豪（Bone Hau） |
| 馬馬薩                 | mqj | 100,000 (1991) | 北馬馬薩、中馬馬薩、帕塔耶（Pattae'）                                             |
| 塔耶                   | rob | 250,000 (1992) | 隆功（Rongkong）、東北魯烏（Northeast Luwu）、南魯烏（South Luwu）、布阿（Bua）   |
| 塔隆多                 | tln | 500 (1986)     |                                                                                   |
| 托阿拉                 | tlz | 30,000 (1983)  | 托阿拉、帕里里（Palili'）                                                         |
| 托拉參-薩丹            | sda | 500,000 (1990) | 馬卡勒（Makale）、南特帕（Rantepao）、托拉查巴拉特（Toraja Barat）                |
| Source: Gordon (2005). |     |                |                                                                                   |

托拉查語中較顯著的屬性在於悲痛的概念。在托拉查文化中，死亡儀式的重要性讓他們思考如何對亡去的親人表達憂傷與哀悼之意、語言便細分喪葬中情感程度的不同。
托拉查語包含許多專有名詞以定義哀傷、思念、抑鬱不安和精神上的苦痛，透過清楚表達身心靈失去摯愛的衝擊，可以減輕悲傷帶來的痛苦。

## 地理環境

蘇拉威西島地圖

托拉查人主要分布於印尼蘇拉威西島西南部山區，位於南蘇拉威西省中較遠離首府望加錫的山麓地帶、較原始的自然人文環境造就近年來發達的觀光業。

## 歷史

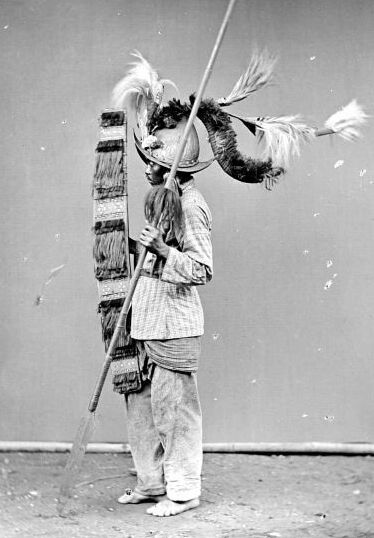
手持長矛、盾的托拉查戰士

托拉查人擁有歷史記載，起始於地理大發現。17世紀荷蘭創立荷屬東印度，以現今印尼爪哇島的巴達維亞（今雅加達）為首府。身為西方重商主義下海外代理人的殖民總督府一方面為了賺取經濟利潤向鄰近島嶼尋求香料、熱帶作物等用以貿易的自然資源，一方面派遣傳教士用「教化」的政治手段控制各地原住民。
然而因托拉查人居於蘇拉威西島的中央山區淺丘地帶，交通不便與農業條件不佳而在17~19世紀時被荷蘭當局視為化外之地、仍沒有受到殖民文化影響。到了19世紀後半葉，蘇拉威西島平地發生布吉人與望加錫人的伊斯蘭教擴張行動，荷屬東印度打算用基督教力量反制、山區未受政治勢力入侵的托拉查人自然成為傳教的重要據點。1920年代，隨著荷蘭改革派教會展開軍事行動，巴達維亞殖民政府到部落廢除奴隸並開始強制向托拉查人徵收地方稅。（在現今印尼地區自從西元前二世紀出現奴隸制國家——葉調到20世紀各地仍有奴隸制度存在）騷亂平息後，Sa'dan地區被劃區治理、官方行政區稱作塔納托拉查縣。

### 行政權宣示爭議
南蘇拉威西接受伊斯蘭信仰的鲁乌王国宣稱塔納托拉查為該區域的第一個領地；而荷蘭殖民政府則在1946年將塔納托拉查定為「攝政」（荷蘭文：regentschap，一種行政單位）。印尼獨立後，塔納托拉查在1957年被正式認定為印尼二級行政區。

### 荷蘭殖民政治
荷蘭傳教士進入當地後，早期面臨托拉查人強烈反抗。尤其是托拉查貴族階級激烈反彈，因為荷蘭殖民政府廢除他們賴以維生的奴隸貿易。同時荷屬東印度為了方便控制，強迫托拉查人遷移至鄰近荷蘭人完全管理的低地地帶。隨著地方稅的節節高漲，殖民政府更將貴族的財富逐漸削弱。但即使如此，直至印尼獨立、結束荷蘭統治，殖民的影響力依然未能征服托拉查的傳統文化。例如1950年的調查中，托拉查僅10%人口改信基督教。

### 伊斯蘭勢力入侵
1930年代，南蘇拉威西平地的穆斯林戰士開始襲擊托拉查人。因此托拉查人大量改宗基督教、企圖與荷蘭結盟以尋求政治庇護，部落間形成反對布吉人和望加錫人穆斯林勢力的共識。1951到1965年間、印度尼西亞獨立革命結束不久，達洛伊斯蘭（伊斯蘭之家）發動蘇拉威西伊斯蘭國分離主義運動，長達15年的游擊戰更讓許多托拉查人成為基督徒。

### 印尼統治後
托拉查人劃歸印尼管理後，並未獲得合理的權利保障。例如1965年印尼政令宣布，全國只能信仰5大法定宗教：伊斯蘭教、基督教、天主教、印度教、佛教。然而，托拉查的傳統信仰「道」並沒有列入，因此托拉查人響起一片反對聲浪。他們積極與政府協商、雙方妥協的結果便是「道」劃歸為巴厘島印度教的分支。

## 家庭與社會

### 家庭
托拉查人的家庭除了是社會認知上的初級團體，更屬於政治群體的基本單位。每個村落都是一個擴展家庭，傳統長屋「東閣南」（Tongkonan）便是居民的活動中心。而東閣南都擁有其專屬名稱，村落便以此為名。
托拉查人通常採行外婚制，藉由家族間的親屬關係維持村落的凝聚力。托拉查人通過與四等親以外的遠親通婚，逐漸擴展親屬範圍與村落勢力。托拉查人通常禁止近親通婚（三等親內），除了貴族階級為了保障自身財產不外流而行內婚制。
而且托拉查人的親屬關係具有互惠性，同個擴展家庭成員間會協助農耕、共同分擔水牛祭典的工作甚至幫忙還清債務。
托拉查人是印尼唯一的雙邊繼嗣社會，每個人同時屬於父系與母系的家庭成員。因此孩子繼承父母雙邊家庭的土地、財產與債務，命名基礎也建立在親屬關係、通常沿用死去親人的名字。親屬稱謂原則通常為夏威夷型（輩分型），意即叔叔、阿姨和堂表兄弟姊妹被歸類於爸爸、媽媽和兄弟姊妹的稱呼。
在塔納托拉查正式劃區治理前，基本上每個托拉查村落獨立自主。如果遇到一個家族（村落）無法處理的複雜情況，好幾個村落會形成一個群體，有時甚至聯合抵制其他村落。家族間的關係體現在血緣、婚姻和居處在同一家屋（東閣南），具體可見於水牛與豬的交換儀式。此交易場合不僅建立家族間的政治、文化聯盟，托拉查人更藉此定義每個成員在統治集團的地位。例如包裹屍體、準備供品的負責人，各成員所列席次、使用的餐盤，甚至分肉時規範特定階級才可食用的部位。

### 傳統家屋

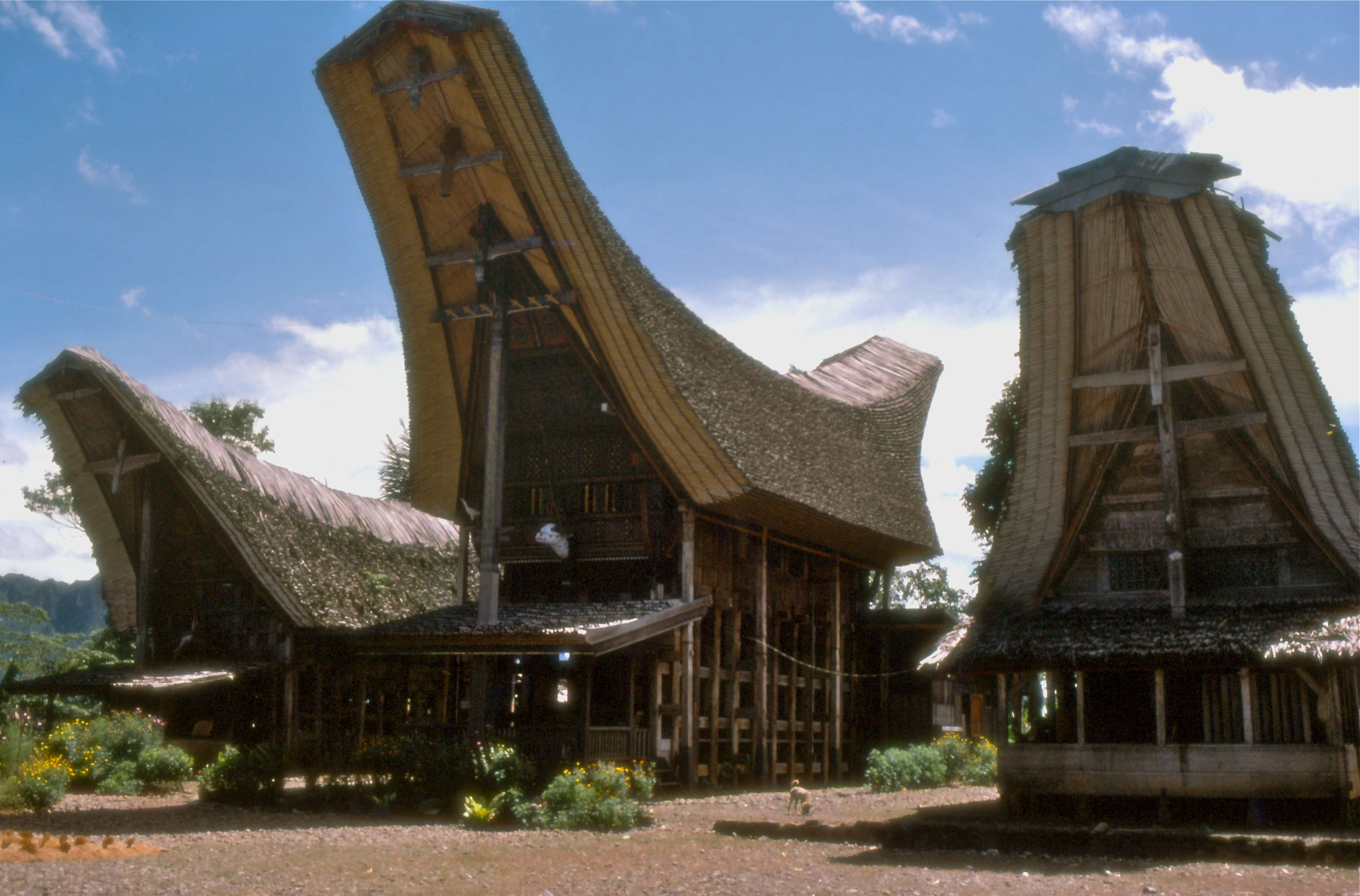
托拉查村落中的三幢東閣南

東閣南（Tongkonan）是托拉查傳統式祖傳家屋，名稱來自托拉查語「tongkon」（坐下、座落之意）。建築整體以木柱堆疊、屋頂用分層式竹架逐一塑造出連綿的彎曲拱形，並且在房屋外牆雕刻紅、黑、黃色的細緻木雕。
東閣南同時為托拉查人的社交生活中心，所有相關儀式都是祖靈信仰中的重要表徵。東閣南的建造工作耗力費時且經常需要擴展家庭的全體協助，因此所有家庭成員強制參與。除此之外東閣南更代表托拉查人精神文化，其象徵祖先、當代人甚至未來的親屬等所有家族成員的生命聯繫。
根據托拉查神話傳說，第一個東閣南建立於天界的四大支柱上、屋頂由印度傳來的布匹製成。當托拉查人的始祖降下凡間，便模仿此屋建造家園並舉辦盛大祭典。
東閣南按規模分為三種型式：拉育克（layuk）東閣南是最高掌權者的住處、被用作政府的權力核心；佩坎伯蘭（pekamberan）東閣南為家族成員中擁有在地傳統權威的勢力者棲身之處；一般的家庭成員則大多居住於巴圖（batu）東閣南。然而原本被貴族壟斷資源、具有獨享性的東閣南建造模式正逐漸式微。因為近年來平民在印尼其他地區找到有利可圖的工作，並透過匯錢返鄉使他們的家族成員能夠造出更大規模的東閣南。

### 社會階級

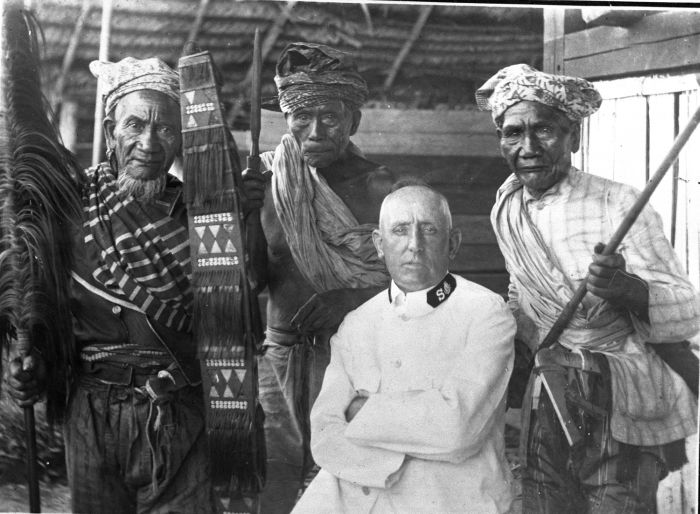
三個穿戴傳統戰士裝束的托拉查長者與荷蘭救世軍軍官合影，攝於1930年。

早期托拉查社會中，家庭關係與社會階級密不可分。托拉查人分為三個階層:貴族、平民（中產階級）和奴隸（1909年荷蘭東印度公司已廢除奴隸制），階級繼承自母方、存在不可「下娶」低階級女性為妻的禁忌。另一方面，男性卻可藉由與較高階級女性結為連理、使後代躋身上流階級。由於家族名望，至今貴族仍存在「屈尊」與平民交流的高傲態度。
托拉查人相信貴族是天界子民的嫡傳後裔，居住在東閣南；相對地平民居於較簡樸的房舍-竹棚搭建而成的巴努阿（banua）；奴隸則棲身於更小且簡陋的屋子、圍繞在擁有主的東閣南周邊。平民的婚姻對象可能為各階級人們，貴族則習慣實行內婚制、藉純血統親屬維持社會地位，但有時會與布吉人、望加錫人的貴族階級通婚。此外，平民和奴隸被限制擁有死亡盛宴(類似喪禮或忌日辦桌)。儘管托拉查社會奉行親疏關係和地位世襲，仍有部分社會流動發生。因為個人地位可藉由婚姻或財富累積而產生變化，而托拉查人的財產往往取決於水牛的所有權多寡。
而托拉查社會中的奴隸則是貴族的家族財產，有時由於欠下債務、須以勞力抵押還清，部分托拉查人決定成為奴隸。奴隸除了農耕等日常雜事，還會用於戰爭且奴隸貿易相當普遍。雖然奴隸可以買回自由，但後代仍得繼承奴隸地位。奴隸禁止穿戴青銅或黃金器物、雕刻家屋和使用與主人相同的餐具、享用同樣的菜餚，若與自由人女性發生性行為甚至會被處以死刑。

## 宗教、信仰與習俗

### 宗教

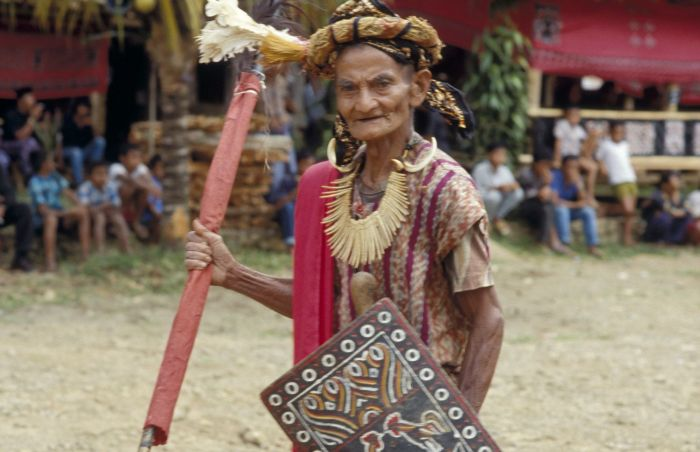
一個托拉查祭司(攝於托拉查死亡盛宴中)

托拉查的原生信仰系統是多神泛靈論「道」（aluk）。傳說中，托拉查人的始祖從天界行走階梯降下凡間，因此階梯也被用作與創世神普安·馬吐阿（Puang Matua）溝通的媒介。aluk的宇宙觀將世界分為上界（天界）、人間界（現世）和下界。起初天界與現世能夠通婚，但經歷黑暗期的分隔、最後回歸光明。動物生活在被描繪成用柱子與其他次元隔離的矩形空間-下界、地面的現世居住著人類，天界則座落於柱子上方、天空覆蓋著鞍形屋頂。除了創世神，托拉查神祇還包含掌管現世之神（Pong Banggai di Rante）、引發地震之神（Indo' Ongon-Ongon）、死神（Pong Lalondong）
和醫藥之神（Pong Lalondong）等，呈現多元面貌。
現世的權威被稱為米納（minaa），即傳統信仰「道」的祭司，其言行可以穿越生死、掌管農業和喪禮。「道」不只是單純的信仰系統，更為法律、宗教、風俗習慣的集合體。「道」掌管社會生活、農業方面的習俗和祖傳儀式，實行細節可能隨村落而有所異同。其中一條較為普遍的法則規定死亡儀式與生命祭儀應該被分開舉行，因為托拉查人相信:如果死亡儀式與生命祭儀聯合進行可能發生屍體毀壞等不祥徵兆。不過兩者地位同等重要。在荷蘭傳教士進駐時期，托拉查人被禁止舉辦生命祭儀，但允許進行死亡儀式。因此今日死亡儀式依然舉行，但生命祭儀已逐漸式微。

### 喪葬儀式

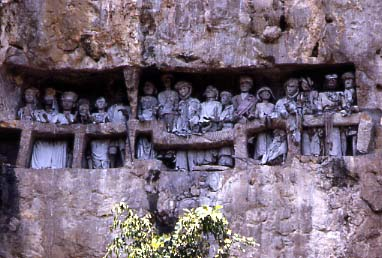
一個石雕的埋葬地，Tau tau (死者雕像) 被放置於洞窟、俯瞰洞外世代居住的土地。

在托拉查社會中，喪葬儀式向來為最精心準備、所費不貲的大事。通常死者愈富有、生前權力愈大，喪葬儀式的花費愈多。在「道」信仰中，僅貴族擁有舉行大規模死亡盛宴的資格。貴族的死亡盛宴往往有數千人參加、持續好幾天。儀式地點-rante通常在廣大的青草田野間，有觀眾的遮蔭處、米倉和其他為死者家屬準備的祭儀設施。吹奏樂、喪禮吟誦詞和詩歌、哭泣與嗚咽都是托拉查人傳統葬禮上的悲傷表現，但是幼童與貧窮、低社會地位的成年人無法獲得此等待遇。
此種葬禮通常被延後至死者往生後數周、數月甚至數年舉辦，如此一來家屬便有足夠時間籌措資金以負擔巨額費用。托拉查人傳統上認為死亡並非突然的意外事件，而是邁向Puya(靈魂淨土、來世)的中介過程。在等待葬禮期間，死去的身體會用布匹層層綑綁、貯藏在東閣南底下。據說死後魂魄會徘徊在村落周圍直到喪葬儀式圓滿完成、正式踏上通往普亞（Puya）的旅途。

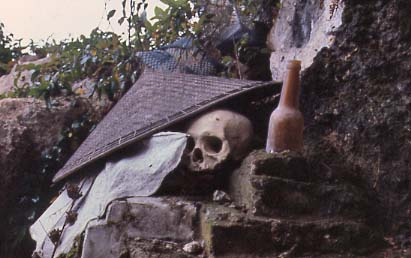
某個埋葬地一景

儀式過程中的另一重點便是屠宰水牛，死亡盛宴中被屠宰的水牛數量意味著死者生前的權力大小。水牛的畜體(包含頭)在田野間被一一整隊、等待處於「睡眠階段」的主人，因為托拉查人相信死者需要水牛擔任引路者，並且若擁有愈多水牛將更快抵達Puya。用開山刀屠宰成千上萬的牛、豬是死亡盛宴中的高潮，搭配音樂、舞蹈同時有小孩用長竹管盛接噴射而出的血。部分被屠宰好的牲畜被賓客當作禮金並會詳實記錄，原因在於這些「禮品」將被視為死者家屬的債務。
此外，鬥雞(bulangan londong)活動也是儀式不可或缺的活動之一。伴隨著豬與牛的犧牲，鬥雞被視為神聖的活動由於其含有灑血於地面的象徵意涵。尤其傳統上鬥雞需要至少三隻雞的犧牲才算圓滿結束。然而，一般而言儀式前後總共至少25對雞被準備拿來較勁。

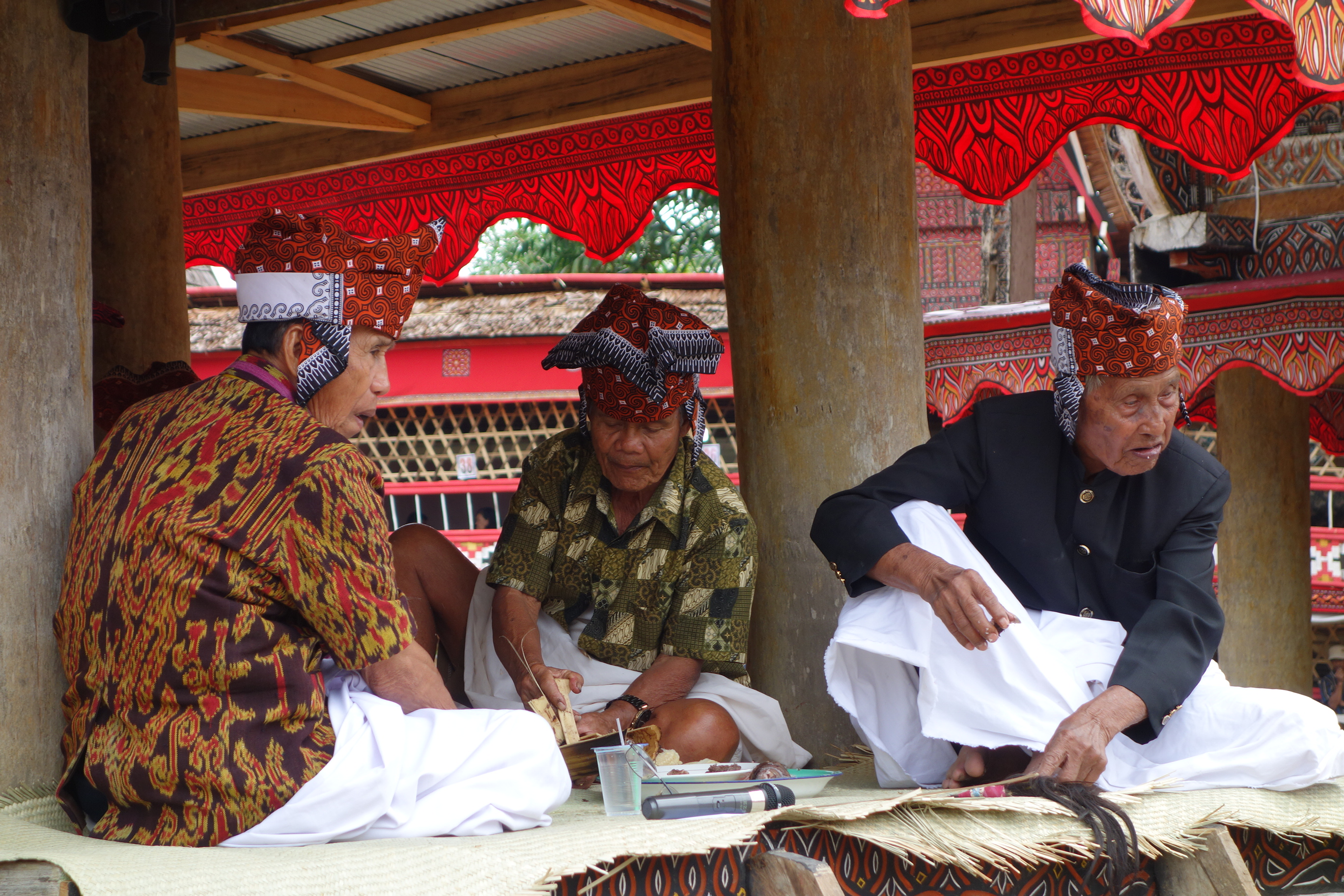
三位身著傳統服飾的托拉查長者正參與甦醒儀式(攝於2014年3月)

托拉查人通常分為三種埋葬方式:棺木可能放置於洞窟、雕刻的石製墓穴或採用懸棺（又稱崖墓），當中包含所有往生者可能在來世用到的物品。有錢人通常埋葬在懸崖峭壁間的鑿壁石製墓穴，此種墓穴所費不貲且往往耗費數月才得以建成。在某些地區，可能會發現足夠容納整個家族成員的石窟，一種木雕肖像-Tau tau常被放置於洞窟外側可俯視土地之處。嬰兒或小孩的棺木可能用繩子懸掛在崖面或樹上，大多持續數年直到繩子腐爛、棺木墜落地面。

### 白牛祭祀

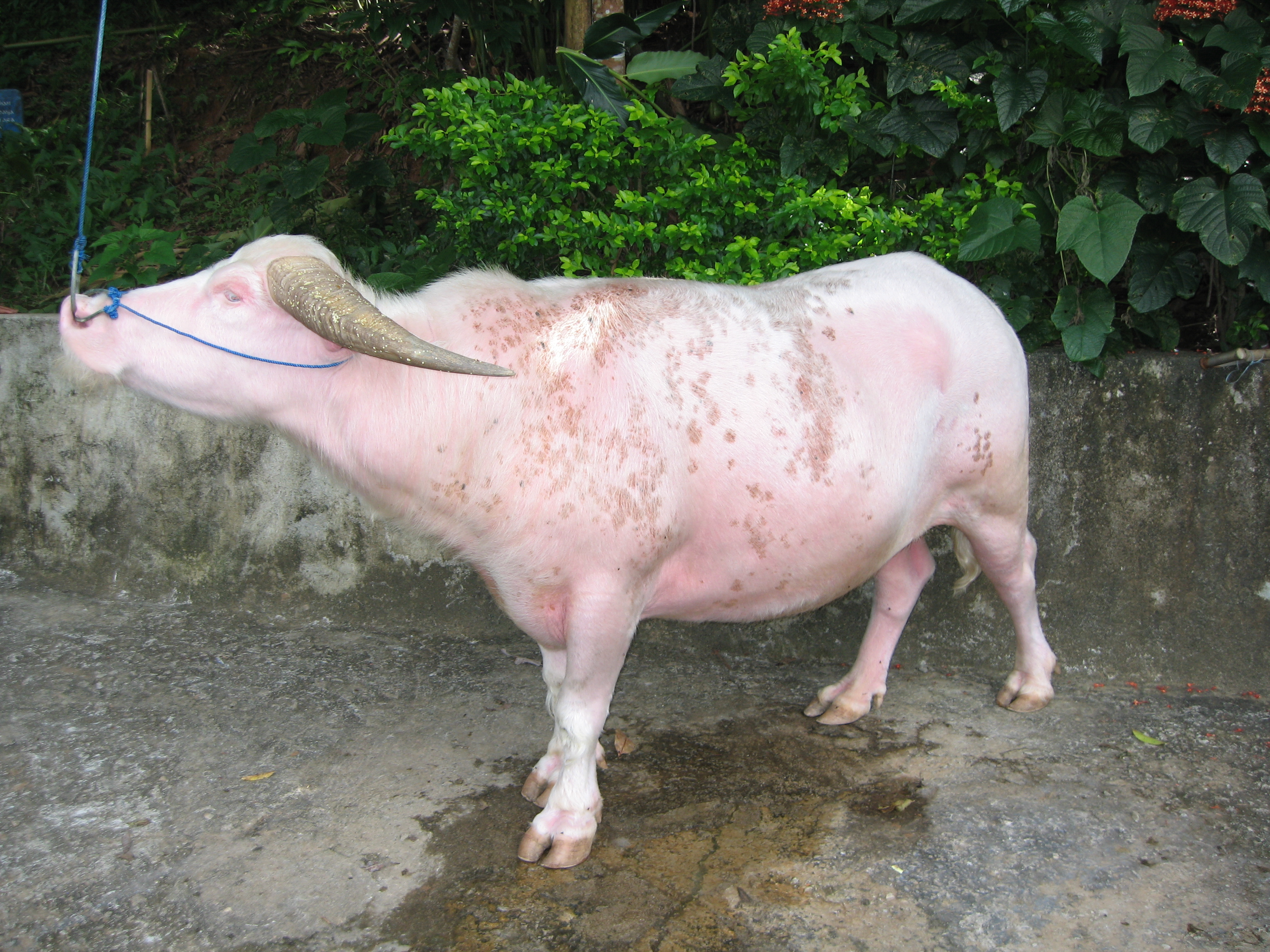
兰特包附近的白化水牛，被視為聖物

托拉查人認為白牛為神聖象徵，並可以指引前往Puya的來世之路。尤其在重視的死亡儀式中往往有宰殺白牛祭拜祖靈的習俗，如果死者家屬無力準備白牛，屍體將放置洞穴中等待準備完成。

### 特殊喪葬儀式
托拉查人村落間有一種特殊儀式稱作馬聶聶（Ma'Nene），通常在每年八月舉行。原則上家中長者過世、舉行葬禮後每三年，家屬會將棺木打開、幫死者換一套新衣，並與死者合照留念（更原始社會不確定是否存在其他紀念方式）。此儀式的背後意義在於其認為死亡並非生命的終結、而是前往普亞（Puya）的過程，透過取出屍體、更換新的裹屍布、衣物並清除亡者身上塵土和汙垢，表達對亡者思念與尊敬。儘管死者如同乾屍、瀰漫屍臭，在世的親人仍會與亡者屍體合照。開棺儀式進行時、家族親戚們齊聚，懷著崇敬欣賞祭典、緬懷祖先生前對家族的奉獻；甚至有些貴族會遊街示眾，表達對長者聲望的宣示與尊敬。往往死後愈久仍維持儀式進行，更彰顯此往生者在家族、社會上的地位，因此有些儀式中的屍體甚至已過世百年。

## 藝術

### 木雕
托拉查人往往透過特有木雕帕蘇拉（Pa'ssura）表達社會現象或宗教概念，因此木雕作品成為托拉查人的文化表徵。
每個木雕通常擁有各自的名字，主題往往取自動植物以象徵托拉查人的道德觀。例如水生動植物的螃蟹、蝌蚪和水草經常象徵繁殖、土地豐饒。某些地區的貴族長老宣稱木雕上的花紋象徵貴族的力量，但並非普遍說法。其實雕刻的中心思想和主題至今依然存在許多爭議，觀光業的發展更使得統一的解釋複雜化、因為通常單一的解讀方式是為了迎合觀光客需求。有些木雕刻劃代表財富的水牛，象徵期待家庭六畜興旺、財源廣進；還有繩結與箱子代表期望子孫和睦快樂地生活，如同貨品被安全放置於箱子；有種水生動物的木雕更顯示人們需要像其活動於地面與水中一樣快速、辛勤的工作，同時象徵若想求得美好的成果，需要具備某些專業技能。
規律與整齊一致的抽象、幾何圖形向來是托拉查人傳統木雕的特色，自然更常被運用在飾品樣式的基礎題材、因為環境周遭充滿幾何與抽象的概念。托拉查人的飾物已經被民族數學試圖分析其精確結構，不過托拉查人本身實行這項藝術時僅使用近似值為基礎、創造飾品時往往使用竹枝做出幾何圖形。

### 歌舞

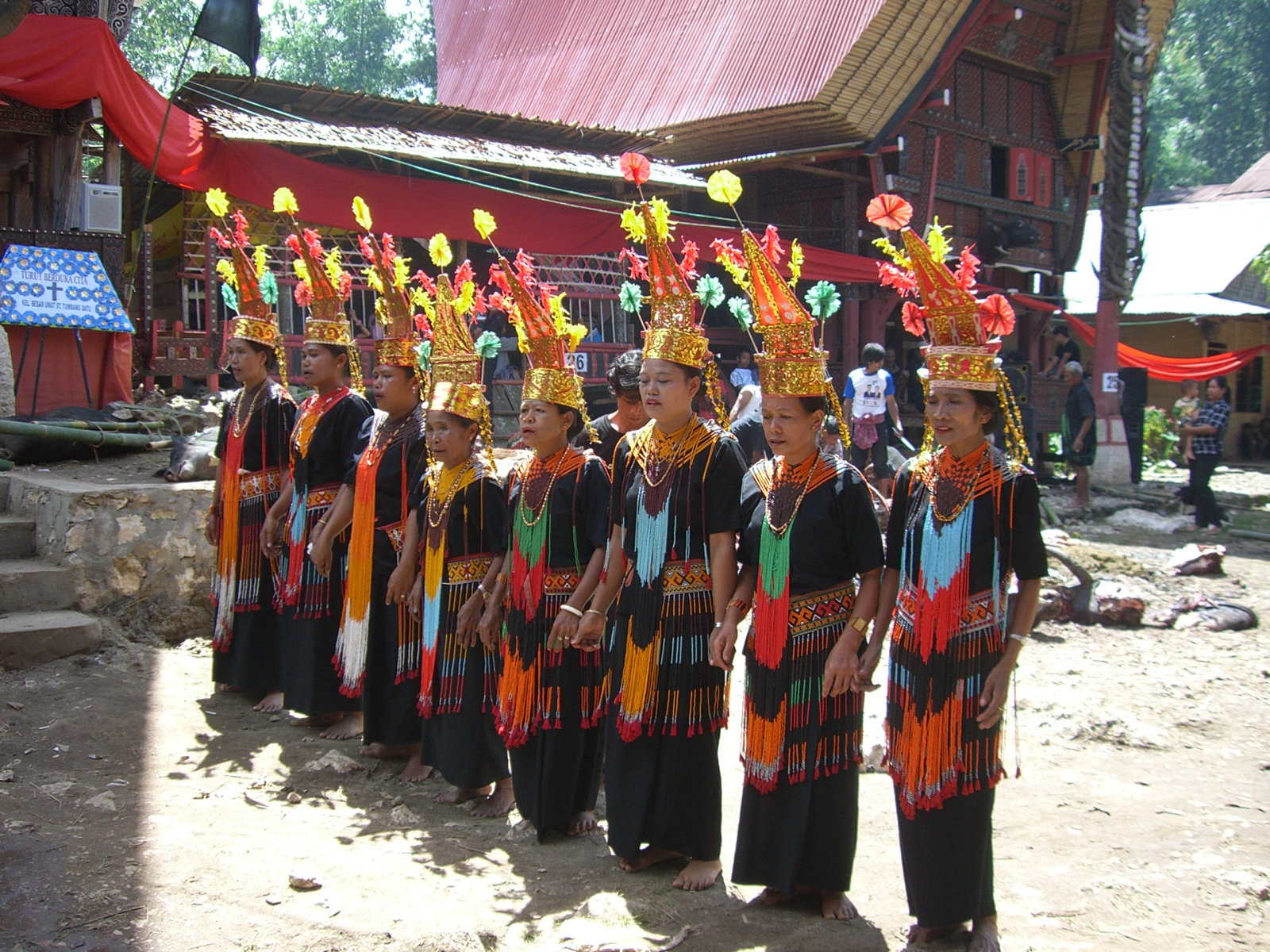
托拉查喪葬中的傳統歌舞。

托拉查人通常在重要場合表演歌舞，其中大多在精心準備的喪葬典禮中。他們往往用跳舞表達哀傷、榮耀和為死者歡呼，因為他們即將踏上邁向來世的漫長道路。起初一群人圍成一圈、整晚吟唱一段單調的曲調以讚頌死者，這個儀式稱為Ma'badong。此段儀式被許多托拉查人視為整段喪葬典禮中最重要的部分。喪葬的第二天會表演一種稱為馬蘭丁（Ma'randing）的戰士舞，用來讚美死者生前的勇氣，主要是幾名男子配戴刀劍、水牛皮製成的大盾、水牛角頭盔和其他各式飾物表演舞蹈，他們通常行進在將屍體從米倉運往喪葬典禮現場「蘭特」（rante）的行伍前面。在喪葬過程中，女性長者通常會吟唱詩歌、穿戴長羽毛服飾，表演一種稱為「馬卡提阿」（Ma'katia）的舞蹈；名為「馬阿卡提阿」（Ma'akatia）的舞蹈則被用來喚起觀眾對於死者的慷慨和忠誠。在血腥的豬牛屠宰儀式後，一群童男童女會鼓掌並同時表演一種名為「馬東丹」（Ma'dondan）的激勵舞蹈。
身處農業社會的托拉查人，收穫時也會表演歌舞。「馬布吉」（Ma'bugi）舞蹈用來慶祝感恩節；「馬甘丹吉」（Ma'gandangi）的舞蹈則在托拉查人捶稻穀時表演。另外還有幾種戰舞：「曼寧蹦」（Manimbong）為男性表演、「馬丹丹」（Ma'dandan）則為女性所跳。整體而言，傳統宗教「道」掌管托拉查人何時表演與如何跳舞。例如一種稱為「馬布阿」（Ma'bua）的舞蹈每十二年僅能表演一次，主要是戴著水牛頭的祭司在重要祭典上圍繞聖樹跳舞。
托拉查人的傳統樂器為一種名為「帕蘇林」（Pa'suling）的竹笛（suling為印尼語「笛子」之意）。這種六孔笛並非托拉查特有、通常為許多舞蹈伴奏，例如「馬朋登杉」（Ma'bondensan）的感恩節舞蹈便是一群打赤膊的男子用修長的手指甲邊跳舞邊吹笛伴奏。托拉查人仍有本地樂器，像是棕櫚葉製成的「帕培列」（Pa'pelle）和又稱托拉查式口簧琴的「帕卡羅姆比」（Pa'karombi）。其中帕培列通常在收穫祭或新屋落成典禮時演奏。

## 經濟與生活

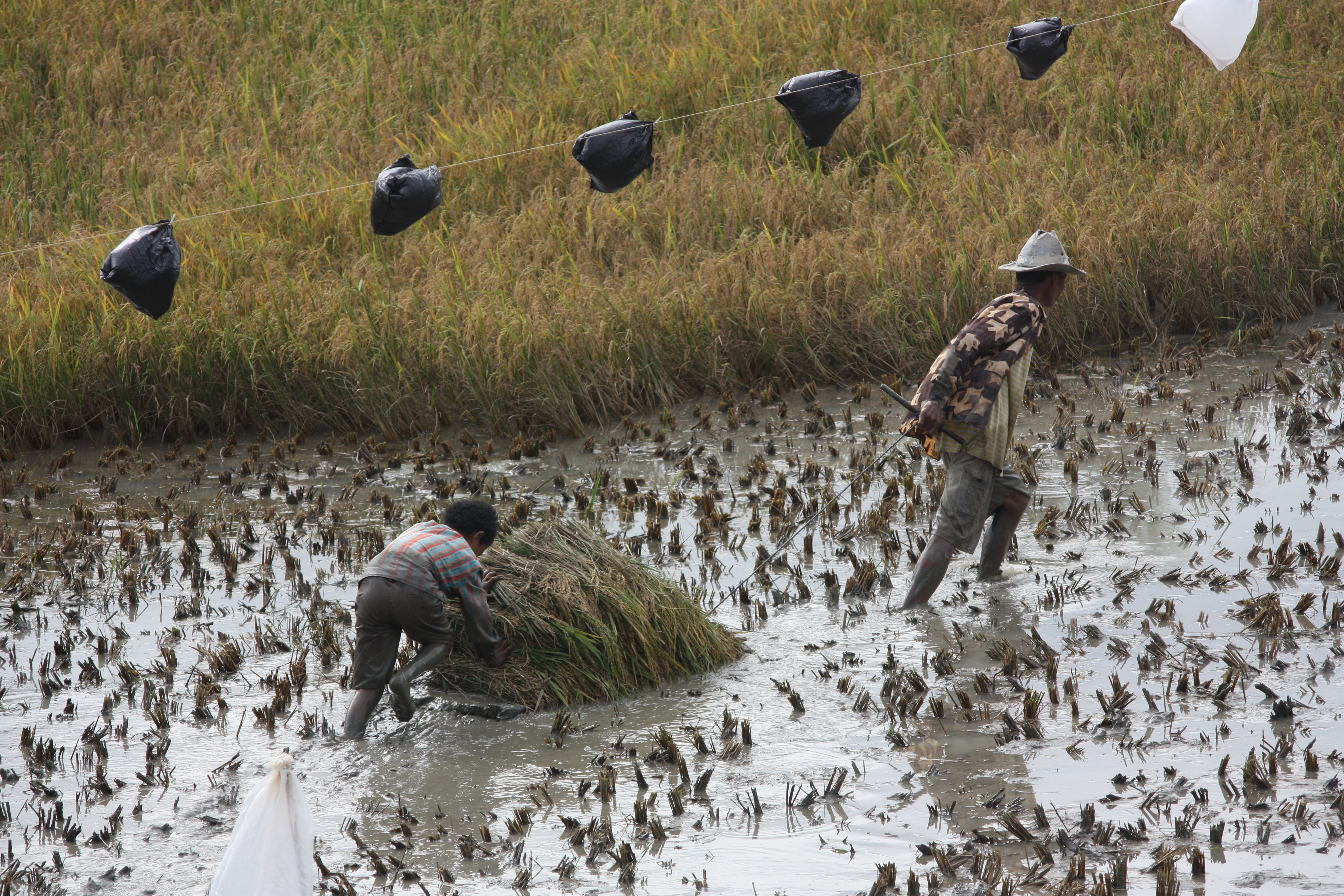
托拉查男子正在田野間工作。

在蘇哈托的新秩序政策之前，托拉查人的經濟活動植基於農業。他們主要在山坡地用梯田種植馴化水稻為糧食，以木薯和玉米為經濟作物；他們會另外投注許多時間與能量在飼養水牛、豬和雞，用於祭典時的犧牲或平時消費。咖啡是第一個在托拉查生產的現金作物、傳入於十九世紀中期，因此改變托拉查從在地產銷邁向外銷式商品經濟，更由於其優良品質而廣受國際市場讚譽。
但1965年蘇哈托的新秩序帶來商業改革，印尼經濟發展並開放外商投資。在托拉查地區則是日商公司Key Coffee廣為種植咖啡與設立工廠，托拉查則做為咖啡特殊生產部門、在國際享有優良品質的美名。1970、1980年代，跨國礦產石油公司開啟印尼新的產業活動。托拉查人(尤其是青年)到處移民至各島為外商工作:到加里曼丹伐木和開採石油、在巴布亞省採礦，前往蘇拉威西島和爪哇島的都市地區謀生、甚至遠至馬來西亞。托拉查人的人口遷徙到了1985年漸趨穩定且依然持續，至今外移親人寄回的匯款在當代托拉查經濟上仍扮演重要角色。
托拉查人的觀光業起步於1970年代，1980、1990年代則為加速期。1984至1997年期間，很多托拉查人從觀光業取得可觀收入，有的投身勞工、有些擁有自己的別墅，擔任旅遊嚮導、司機或販售紀念品。隨著1990年代晚期印尼政經不穩、加上蘇拉威西其他地區的宗教衝突，托拉查的觀光業急轉直下。如今托拉查繼續以印尼最早咖啡的名號聞名於世、主要由小農和農林莊園種植，但移民、外匯和非農耕收入依然對大多家戶而言相對重要，甚至在農村地區也是如此。

## 現況

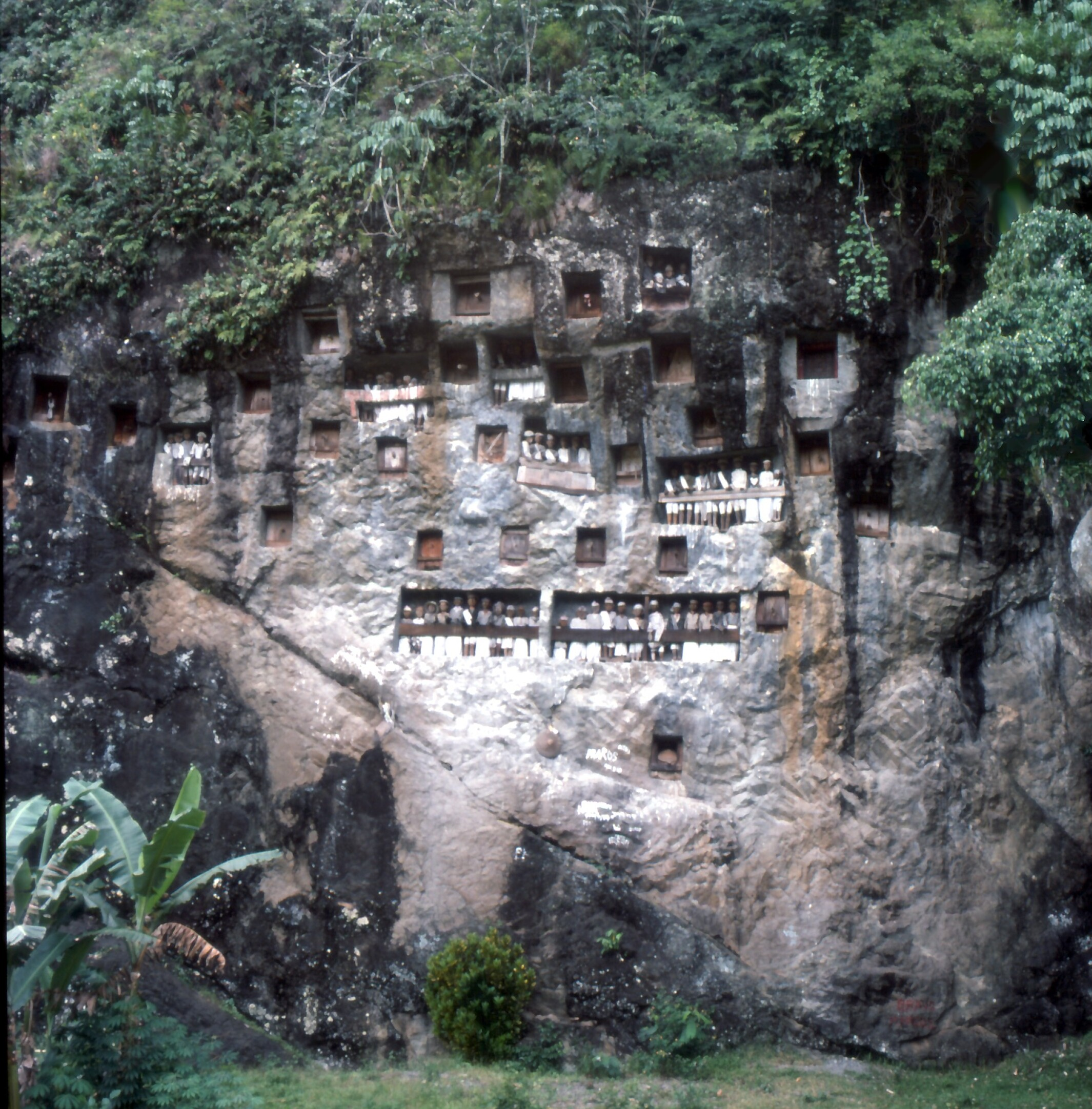
一個位於高聳石崖上的托拉查祖墳，為托拉查熱門觀光景點之一。

1970年代以前，托拉查幾乎不為西方人所知。1971年大約有50名歐洲人造訪托拉查；1972年至少四百名訪客參與托拉查最高地位貴族，又稱「最後一個擁有純血統的托拉查貴族」桑加拉的普安（Puang of Sangalla）的傳統喪禮，此事件被國家地理學會撰文報導且流傳數個歐洲國家。在1976年有大約12,000名遊客造訪塔納托拉查，而1981年托拉查雕塑甚至在北美大型博物館展覽，陳列櫃告示牌上寫著:「塔納托拉查——天界王者的土地」、以此公諸於世。
到了1984年，印尼觀光局宣稱塔納托拉查縣為南蘇拉威西省的「當家花旦」、塔納托拉查被宣布為「繼峇里島後第二個休憩聖地」，托拉查的觀光業因此扶搖直上。直到1985年為止，有總數150,000名外國人造訪此地區、另外有80,000位國內遊客，1989年外國遊客數的年度紀錄甚至上看40,000名。紀念品攤販開始出現在托拉查文化中心「蘭特皮歐」（Rantepao），觀光勝地的道路壅塞；新旅館與旅遊導向的餐廳雨後春筍般開幕，一座當地小型機場甚至在1981年啟用。
觀光業的發展者已然將托拉查定位為異地探險的好去處、具有豐富文化與遠離塵囂之地。西方的觀光客期望看到宛如停留在石器時代的村落和異教喪葬，托拉查對於遊客來說是相較峇里島而言更原始、未受人為影響的樂土。然而，他們更可能看到戴著有邊帽子、粗棉布並生活在基督教社會的托拉查人。遊客們感受到東閣南和其他托拉查傳統儀式已被當地人預想為圖利工具，因而抱怨旅遊目的地過度商業化。這因此造成托拉查人與被視為外人的觀光業發展者之間發生數度衝突。
一場托拉查當地領導人與南蘇拉威西省政府（代表觀光業發展者立場）的激烈衝突終於在1985年一觸即發。原因在於政府指定18個托拉查村落與埋葬地為慣例上的觀光景點。因此「區劃限制」在這些地區被實施，也就是托拉查人被限制修建東閣南和埋葬地。此計畫被托拉查當地領導者反對，因為他們感到本應自己決定的儀式和傳統竟然淪為外人之手。因此1987年，托拉查村落凱特凱蘇（Kété Kesú）和其他數個被認定為觀光景點之處停止對外開放。但此行動只持續短短幾天，因為他們發現如果缺少紀念品等相關收入將難以生存。
觀光業已經在托拉查形成社會演化的現象。起初存在一種允許平民迎娶貴族（puang）以讓後代躋身貴族階級的儀式，但之後托拉查社會的圖像被低階級的嚮導藉機創造，已逐漸侵蝕其傳統嚴格的階級制度。一旦如此，高地位便從此不在托拉查社會中被尊重。很多低階級的人便可藉由前往外地工作、賺取積蓄與貴族女子結婚而宣布自己與其後代子孫晉升貴族階級。
然而近年來托拉查觀光業出現一絲曙光:至少25組來自20國的自行車隊在2012年初參加「環托拉查自行車賽」（Tour de Toraja）。在這自行車界一大盛事的推波助瀾下，主要大為促進托拉查地區的觀光發展。